# Haplopelma schmidti
Haplopelma schmidti là một loài nhện trong họ Theraphosidae.
Loài này thuộc chi Haplopelma. Haplopelma schmidti được miêu tả năm 1991 bởi von Wirth.